# 上海市育才中学
上海市育才中学，隶属中華人民共和國上海市静安区教育局，为全寄宿制高级中学，首批“上海市实验性示范性高中”之一。原稱工部局立育才公學，是上海公共租界工部局的五所華人中學之一。1953年上海市人民政府首批命名为上海市重点中学，由教育家段力佩出任校长。

## 学校历史
學校由英籍犹太人埃丽斯·嘉道理于1901年1月创办，最初名为育才书社。后改名为育才公学、育才中学。1953年，上海市人民政府認定其为上海市重点中学，是首批上海市重点中学之一。1997年7月，學校從靜安區山海關路迁校至嘉定區馬陸鎮，成为寄宿制高中。1998年9月1日正式開學。

## 学校概况
学校位于嘉定区马陆镇，占地269亩。

### 学校设施
学校有2000余平方米的图书馆。藏书量近10万册。学校有一个1800座的大礼堂。学校有室内体育馆、温水游泳馆、标准田径场、草地足球场、网球场、射击场、篮球场等运动设施。学校的学生宿舍为3至4人一间。